# Diplycosia urceolata
Diplycosia urceolata är en ljungväxtart som beskrevs av Otto Stapf. Diplycosia urceolata ingår i släktet Diplycosia och familjen ljungväxter. Inga underarter finns listade i Catalogue of Life.